# ベアルン

ベアルン子爵家の紋章

ベアルンの位置

ベアルンもしくはベアルヌ（フランス語:Béarn, ベアルン語:Bearn, Biarn）は、フランス南西部、スペインとの国境に近いピレネー山中の歴史的地方を指した名で、フランス革命以前から存在した州の1つである。現在のピレネー＝アトランティック県の一部に当たる。

## 地理
フォアグラやチーズ、ワインの生産で知られる。地域語はガスコーニュ語のバリエーションの1つ、ベアルン語である。

### 主な河川・渓谷
- ポー川
- オロロン川
- オッソー渓谷
- アスプ渓谷

### 主な都市
- ポー
- オロロン＝サント＝マリー
- オルテズ

## 歴史
地名はローマ人以前からの先住民族、ベナルニ族（Venarni）に由来する。9世紀、ガスコーニュ域内にベアルン子爵領が成立したのがベアルンの始まりである。第1回十字軍に参加したベアルン子爵ガストン4世は帰国後、自らの領内にサンティアゴ・デ・コンポステーラの巡礼路を拓き、巡礼者をもてなす諸施設を建てた。
アンリ4世はベアルン地方の出身で、「ベアルヌ人（Le Béarnais）」の異名があった。